# Marpa
Marpa ou Marpa Lotsawa (nome completo: Marpa Lotsawa Chokyi Lodro; em tibetano: མར་པ་ལོ་ཙཱ་བ་ཆོས་ཀྱི་བློ་གྲོས་; Wylie: mar pa lo tsa ba chos kyi blo gros ou Mar pa Chos kyi blo gros; n. 1012 — m. 1097) foi um importante mestre laico budista tibetano que foi o quarto grande mestre da escola ou seita  Karma-Kagyü, que ele levou da Índia para o Tibete, sendo por isso um dos elos da "Linhagem do Rosário de Ouro". É conhecido como "o Tradutor" (lotsawa), devido às traduções por ele feitas de vários escritos sagrados budistas para tibetano.

## Biografia
Marpa nasceu em 1012 numa família de proprietários agrícolas ricos em Pesar, na região de
Lhodrak Chukhyer ou Lho Brag, uma região agrícola e florestal fértil, atualmente parte do distrito de Lhozhag, no sul do Tibete, perto da fronteira com o Butão. Foi uma criança agressiva, que aos 12 anos foi confiada a um professor budista que lhe deu o nome de Chokyi Lodro. Era inteligente e aprendeu rapidamente a ler, escrever e todos os ensinamentos do mestre. Estudou depois com o lama da seita Sakyapa Drokmi, que tinha estudado budismo na Índia. Este mestre ensinou-lhe sânscrito e outras línguas indianas no mosteiro de Nyugu.
Depois de acabar os seus estudos pôs-se a caminho da Índia, a fonte do saber. Atravessou o planalto tibetano e chegou ao Nepal, onde encontrou, numa festa de rituais de oferendas ganachakra nas planícies do Terai, Chitherpa e Paiṇḍapa, dois discípulos nepaleses de Naropa. Estes falaram-lhe do seu mestre, que viria a tornar-se o mestre principal de Marpa, tal como tinha sido previsto por Tilopa, o mestre de Naropa. Depois de ter estado três anos em Catmandu, no complexo religioso de Swayambhunath, Marpa foi para Nalanda, um centro de estudos budista no Bihar que tinha sido dirigida por Naropa, mas onde este já não estava. Marpa acaba por encontrar Naropa em Pullahari, uma viara perto de Nalanda, e torna-se o seu principal discípulo, recebendo ensinamentos sobre o tantra de Hevajra e de Tantra de Guhyasamāja.
Estudou também com outros mestres indianos célebres, como Jnanagarbha, Kukkuripa,, Maitripada e a dakini e iogue Niguma. Aprendeu com Maitripada as tradições dos Doha ("Cânticos da realização") e do Mahamudra (sistema de meditação).
Após 12 anos de treino espiritual intenso, tendo adquirido o domínio de várias línguas indianas e os ensinamentos mais profundos da sua época, Marpa voltou ao Tibete. Movido por ciúmes, o seu condiscípulo e companheiro Nyo Lotsāwa Jungpo Yonten Drak lançou todos os seus livros ao Rio Ganges. Este episódio ajudou Marpa a perceber quanto esse último apego bloqueava a sua compreensão dos ensinamentos além das palavras, o que lhe provocou uma espécie de epifania e a cantar a compaixão ao seu mau companheiro.
Marpa voltou então à sua terra natal, onde se casa com Dagmema e aceitou ensinar alguns discípulos, ganhando grande reputação. Após juntar algum ouro, alguns anos mais tarde partiu para uma segunda viagem à Índia. Lá recebeu textos em sânscrito que traduz para tibetano — Cakrasamvara da linhagem de Maharaja Indrabhuti e o Buddhakapala da linhagem Saraha. A maior parte destes textos desapareceram na Índia durante as invasões muçulmanas e só chegaram aos nossos dias pelas traduções em tibetano. No regresso desta sua segunda viagem, Milarepa, que viria a ser um dos grandes iogues do Tibete, tornou-se seu discípulo.
De volta novamente a Lhodrak, Marpa levou uma vida comum, com a sua mulher Dagmema e os seus filhos, ocupando-se das suas terras, de algum pequeno comércio e dos seus numerosos discípulos. Entre outros ensinamentes, destacavam-se os seis iogas de Naropa e o Mahamudra.
Quando tinha mais de 50 anos empreende uma terceira viagem à Índia para rever o seu mestre Naropa, a quem tinha prometido voltar para receber os seus últimos ensinamentos. Quando estava a caminho, cruzou-se com Atisha Dīpaṃkara. Reencontrou Naropa, que levava uma vida de iogue errante e que lhe ensinou a transmissão oral (nyengyu) de Cakrasamvara. Quando voltou ao Tibete, repartia o seu tempo entre a tradução das escrituras budistas, a sua família e os seus discípulos..
Segundo a tradição, Marpa foi o fundador do Mosteiro de Stongdey, no Ladaque, em 1052.

### Usada no texto
- Abhayadatta; Dowman (trad. e coment.), Keith (1985), Masters of Mahamudra: Songs and Histories of the Eighty-Four Buddhist Siddhas, ISBN 9780887061585 (em inglês), Suny Press, consultado em 25 de novembro de 2016
- Arpi, Claude (2011), Tibet, le pays sacrifié, ISBN 9782313002124 (em francês), Bouquineo, consultado em 25 de novembro de 2016
- Buswell Jr., Robert E.; Lopez Jr., Donald S. (2013), «Mar pa Chos kyi blo gros», The Princeton Dictionary of Buddhism, ISBN 9781400848058 (em inglês), Princeton University Press, pp. 533–534, consultado em 25 de novembro de 2016
- Eakins, Nicholas (2011), Exploring Ldakh — The Complete Guide, ISBN 9788179270066 (em inglês), Deli: Hanish & Co.
- Swami Satyananda Giri (2004), In the Twirling of a Lotus, ISBN 9781411614222 (em inglês), Lulu.com

### Complementar
- Guendune Rinpoche (2007), Mahamoudra: Le grand sceau ou la voie de la compassion et de la dévotion. Les chemins de la bodhicitta, ISBN 9782906940345 (em francês), Dzambala
- Mar-Pa Chos-Kyi Blo-Gros; Saṅs-rgyas-bstan-dar (Na-ga.); Torricelli (trad.), Fabrizio (1995),  Cayley, Vyvyan, ed., The Life of the Mahāsiddha Tilopa, ISBN 9788185102917 (em inglês), Library of Tibetan Works and Archives, consultado em 25 de novembro de 2016
- Schaeffer, Kurtis R.; Kapstein, Matthew; Tuttle, Gray, eds. (2013), Sources of Tibetan Tradition, ISBN 9780231135993 (em inglês), Columbia University Press, consultado em 25 de novembro de 2016
- Tsang Nyön Heruka; Evans-Wentz, Walter (ed.); Kazi Dawa Samdup (trad. tibetano-inglês); Reyser, Roland (trad. inglês-francês) (1928), Milarépa ou Jetsun-Kahbum. Vie de Jetsün Milarépa, avec introduction et commentaires, ISBN 2720010340 (em francês), Paris: Librairie d'Amérique et d'Orient (publicado em 1975)
- Tsang Nyön Heruka; Bacot, Jacques (trad.) (1937), La Vie de Marpa le « Traducteur ». Extraits et résumés d'après l'édition xylographique tibétaine, ISBN 2705301828 (em francês), Paris: Librairie orientaliste Paul Geuthner (publicado em 1982)